# Юдифь Бретонская
Юдифь Нормандская (или Юдит Реннская; фр. Judith de Bretagne; 982 — 28 августа 1017) — дочь герцога Бретани Конана I, в браке — герцогиня Нормандии (около 1000—1017).

## Биография
Юдифь родилась в 982 году и была дочерью герцога Бретани Конана I и Эрменгарды Анжуйской. Она была матерью Роберта Дьявола и бабушкой по отцовской линии Вильгельма I Завоевателя.
Юдифь стала частью важного двойного брачного союза между Нормандией и Бретанью, о котором в «Деяниях герцогов Нормандии» писал Гийом Жюмьежский. В 996 году её брат герцог Бретани Жоффруа I женился на дочери герцога Нормандии Ричарда I Авуазе Нормандской, в то время как около 1000 года Юдифь вышла замуж за брата Авуазы Ричарда II.
Герцогиня Юдифь умерла 28 августа 1017 года и была похоронена в основанном ею в 1013 году аббатстве Бернэ.

## Семья
Юдифь вышла замуж за герцога Нормандии Ричарда II. У них было шестеро детей:
- Ричард III (около 997 — 6 августа 1027), герцог Нормандии с 1026 года
- Роберт Дьявол (около 999 — 22 июня 1035), герцог Нормандии с 1027 года
- Гильом, монах в Фекане
- Элеонора (около 1002 — после 1032); муж: с апреля 1031 года — граф Фландрии Бодуэн IV Бородатый (около 980—30 мая 1035),
- Аделаида (около 1003 — после 7 июля 1037); муж: до 1 сентября 1016 года — граф Бургундии с 1026 года Рено I (около 990 — 3 сентября 1057)
- Матильда (умерла в 1033), монахиня в Фекане, умерла молодой[7].